# UFO hình tam giác đen

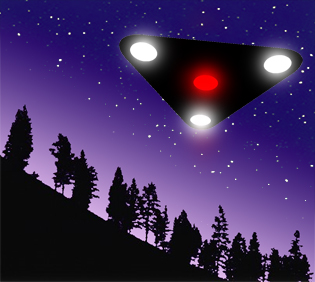
Mô hình một loại UFO dạng tam giác màu đen.

UFO hình tam giác đen là một loại vật thể bay không xác định (UFO) quan sát thấy trên bầu trời từ những năm 1960 (và có thể sớm hơn), cho tới nay. Chúng xuất hiện phổ biến hơn cả là trên các thành phố của Anh, Mỹ, song đáng chú ý là sự kiện mà đám đông đã nhìn thấy trên bầu trời St. Petersburg, Nga ngày 19 tháng 2 năm 1997.
Kể từ đó, hàng trăm báo cáo quan sát khác đã xuất hiện, các vật thể này hoàn toàn yên lặng, hình phi thuyền tam giác màu đen bay lơ lửng hoặc đi tuần tra chậm với độ cao thấp trên các thành phố và đường cái, nhất là vào ban đêm. Nó không hề có ý trốn tránh bị phát hiện, phi thuyền thậm chí còn được miêu tả là có một vài loại tia sáng kỳ lạ, không phải ánh sáng trắng, cũng không phải ánh sáng màu. Những tia sáng đó thường xuất hiện tại các góc của tam giác. Đôi khi người ta còn thấy ánh sáng đỏ ở tâm vật thể.
Các vật thể này cũng có khi được biết đến với cái tên "chữ Delta khổng lồ" (tiếng Anh: Big Black Delta, BBD) hay "hình tam giác bay".

## Các báo cáo
Từ trước giữa năm 2004, có gần 400 báo cáo riêng biệt về vật thể "hình tam giác bay không xác định", hay vật thể hình lưỡi liềm có thể thấy rõ trên các khu vực đông đúc dân cư, đường quốc lộ, đa số gần bờ biển phía đông và tây Hoa Kỳ. Đây cũng là khu vực phân bố địa lý của các cơ sở Không quân Hoa Kỳ, dẫn tới việc người ta cho rằng các phi thuyền này của lực lượng không quân Hoa Kỳ.

### Chi tiết báo cáo
Hầu hết các UFO này được báo cáo là dạng khí cụ bay dài ít nhất 200 ft (60 m). Nó thường chuyển động rất chậm hoặc chần chừ tuần tra ở một khu vực trên bầu trời trong nhiều phút. Thậm chí chúng còn có lúc hạ cánh xuống mặt đất. Nét tiêu biểu của chúng là yên lặng, bay đoạn ngắn trên mặt đất. Có lúc chúng đột ngột bay vọt đi rất nhanh, vì vậy thường có liên quan tới những miêu tả tương tự dành cho các loại UFO khác.

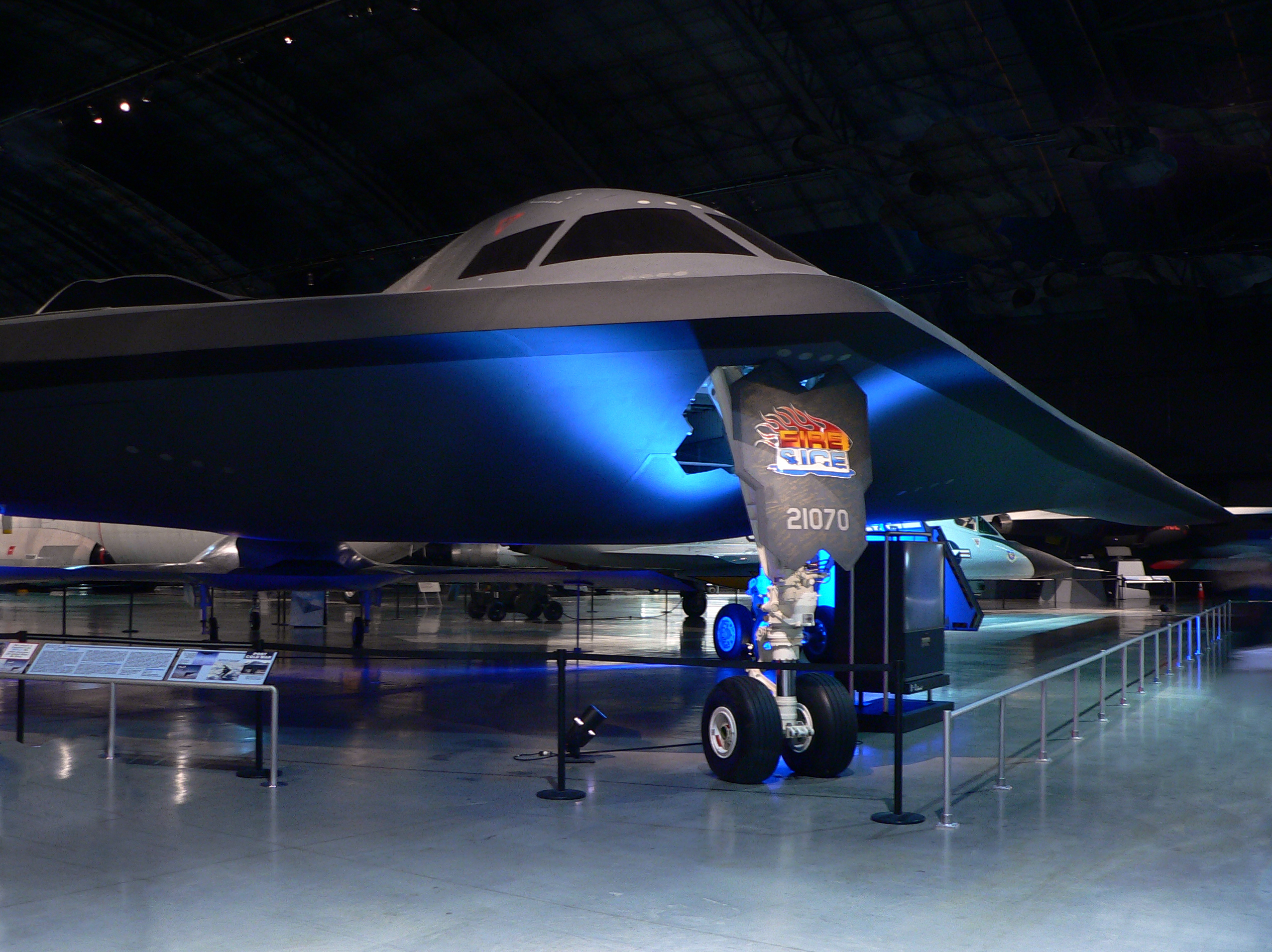
Máy bay ném bom tàng hình B-2

Nhiều UFO loại này được quan sát gần đây đã vượt ra ngoài dạng khí cụ bay không người lái, hiện đang được phát triển nhanh chóng bởi lực lượng quân đội và được giữ bí mật như những công cụ phục vụ cho việc giám sát, nó có vẻ rất khác so với các loại máy bay có người lái. Mặt khác, các vật thể này thực hiện quan sát trên vùng đông đúc dân cư và không có ý đồ tránh bị hoài nghi, phát hiện, không phù hợp với lời giải thích chúng là một vài loại máy công nghệ cao mà Hoa Kỳ phát triển, giống như F-117 Nighthawk hay máy bay ném bom tàng hình B-2, thường chỉ nhìn thấy trong các cuộc thử nghiệm trên vùng dân cư thưa thớt ở phía đông nam, như sân bay Homey (khu vực 51) và thường vào ban đêm.

### Sự kiện rừng Rendlesham
Vật thể bay hình tam giác được báo cáo là đã hạ cánh xuống rừng Rendlesham ngày 27 tháng 12 năm 1980 gần căn cứ không quân Mỹ ở Suffolk, Anh. Lực lượng quân đội thậm chí còn tuyên bố là đã tiến lại gần quan sát kỹ chi tiết trước khi nó cất cánh. Một phi thuyền khác được cho là đã hạ cánh xuống một cánh đồng rộng gần căn cứ rồi cất cánh với tốc độ không thể tin nổi.